# Carlo Costigliolo
Gian Carlo Costigliolo (* 10. August 1893 in Genua; † 16. Dezember 1968 ebenda) war ein italienischer Turner.

## Erfolge
Carlo Costigliolo, der für den Verein Società Ginnastica Ligure Cristoforo Colombo turnte, nahm 1920 an den Olympischen Spielen in Antwerpen teil. Bei diesen gehörte er zur italienischen Turnriege im Mannschaftsmehrkampf. In diesem traten fünf Mannschaften an, die aus 16 bis 24 Turnern bestehen mussten. Der Wettkampf bestand aus fünf Teildisziplinen, darunter das Reck, der Barren und das Pauschenpferd, in denen ein Maximum von 404 Punkten erzielt werden konnte. Den Italienern gelang mit 359,855 Punkten das beste Resultat aller fünf Mannschaften, und sie beendeten den Wettkampf vor Belgien mit 346,765 Punkten und Frankreich mit 340,100 Punkten auf dem ersten Platz.
Costigliolo gewann zusammen mit seinem Bruder Luigi Costigliolo sowie Arnaldo Andreoli, Ettore Bellotto, Pietro Bianchi, Fernando Bonatti, Luigi Cambiaso, Luigi Contessi,  Giuseppe Domenichelli, Roberto Ferrari, Carlo Fregosi, Romualdo Ghiglione, Ambrogio Levati, Francesco Loi, Vittorio Lucchetti, Luigi Maiocco, Ferdinando Mandrini, Lorenzo Mangiante, Antonio Marovelli,  Michele Mastromarino, Giuseppe Paris, Manlio Pastorini, Ezio Roselli, Paolo Salvi, Giovanni Tubino, Giorgio Zampori und Angelo Zorzi die Goldmedaille und wurde somit Olympiasieger.
Nur kurze Zeit nach den Spielen beendete er seine aktive Turnkarriere und wurde Trainer in seinem Heimatverein. Zudem war er als Wettkampfrichter tätig und wurde als solcher bei den Olympischen Spielen 1932, 1936 und 1956 eingesetzt.